# Бошњачко национално вијеће
Бошњачко национално вијеће је представничко тело бошњачке националне мањине у Србији. Основано је као Муслиманско национално веће Санџака (МНВС) 11. маја 1991. године. Њен први председник и оснивач је Сулејман Угљанин. Бошњачко национално веће се до 2003. године звало Бошњачко национално веће Санџака (БНВС), по чему је и добило данашњи назив. 
Током 1990-их година активно је тражила аутономију Санџачког региона и његово коначно уједињење са Републиком Босном и Херцеговином. Након стицања независности Црне Горе 2006. године, остала је активна само у Србији.
Бошњачко национално веће има 35 места, а представници се бирају на изборима за националне савете различитих признатих националних мањина у Србији. Последњи избори одржани су у новембру 2018. године, на којима је највише мандата освојила Странка демократске акције Санџака, коју је предводио Сулејман Угљанин.

## Историја

### 1991–2000.
Муслиманско национално вијеће Санџака (МНВС) основано је у Новом Пазару 11. маја 1991. године.   За њеног првог председника изабран је Сулејман Угљанин.  МНВС су чиниле Странка демократске акције Санџака (СДАС) и друге бошњачке политичке странке, као и друга удружења, муслиманска верска заједница и нестраначки појединци. 
МНВС је 11. маја 1991. прогласила да владе Србије и Црне Горе гурају „великосрпску идеологију“ и траже „физичко истребљење“ санџачких муслимана како би копнена граница између Срба у Србији и Црној Гори била потпуно несметана. Тврдило се да је једини легитимни представник санџачких муслимана. МНВС је тражила аутономију Санџака у случају распада Југославије и позвала муслимане да се наоружају у случају грађанског рата. Најављивало је формирање скупштине, Извршног већа, служби јавне безбедности и спровођење обавезног војног рока, обећавајући суспензију сваког другог југословенског државног органа у случају распада Југославије или грађанског рата. 
У периоду од 25. до 27. октобра 1991.  МНВС је организовала референдум за аутономију Санџака питајући муслимане да ли су за „пуну политичку и територијалну аутономију“ региона и његово „право на прикључење једној од суверених република“, претпоставља се да је у питању била Босна и Херцеговина. Српске власти прогласиле референдум неуставним.  Референдум је организован уз подршку Босанске Странке демократске акције (СДА), иако је то демантовао МНВС.  МНВС је тврдила да је 264.000 људи у Санџаку, остатку Југославије и у иностранству тражило да се упише у бирачки списак.  Излазност је била 71 одсто, а 98 одсто гласало је за политичку и територијалну аутономију Санџака са правом прикључења још једној југословенској републици.  Угљанин је тврдио да је на референдуму учествовало 97 одсто санџачких муслимана и 33 одсто Албанаца, али једва да је било хришћана. Он је рекао и да ће МНВС одлучити којој југословенској републици ће се Санџак прикључити, у зависности од даљег развоја ситуације. 
Крајем новембра 1991. МНВС је изабрала нову администрацију за регион која је деловала као влада у сенци.  Секретар Странке демократске акције Санџака Расим Љајић именован је за премијера, док је Угљанин остао председник МНВС. СДА је задржала већину места у новој влади, која је укључивала и Либерално бошњачку организацију и Странку националне равноправности.  Такође у јануару 1992. МНВС је усвојила резолуцију којом позива муслимане Санџака да се супротставе регрутовању у Југословенску народну армију (ЈНА). 
Након што је Европска заједница у децембру 1991. признала отцепљење неколико бивших југословенских република, Угљанин је резултате референдума послао холандском министру спољних послова Хансу ван ден Бруку тражећи „признање и пуни међународно-правни субјективитет Санџака”.  Јануара 1992. МНВС је прогласила стварање „посебног статуса“ за Санџак који би региону дао далекосежну аутономију. Иницијативу нису признале ни југословенске ни српске владе.  У накнадном писму Европском министарском савету од 5. априла 1992. Угљанин, под ударом скорог оснивања Савезне Републике Југославије (основане након што су Словенија, Хрватска, Босна и Херцеговина и Македонија напустиле претходну државу), а позивајући се на босански рат, поново је тражио признање Санџака, као и распоређивање трупа УН и успостављање међународног присуства у региону. 
Конференција муслиманских интелектуалаца Санџака, Црне Горе и Србије протестовала је 18. априла против оснивања Савезне Републике Југославије, рекавши да је то настало против воље муслимана те земље и позивајући на њено непризнавање.  МНВС је 28. априла усвојио резолуцију којом се негира постојање Југославије и инсистира да се муслиманима Санџака омогући да се придруже републици по њиховом избору, која је у овом случају била Република Босна и Херцеговина у којој су доминирали муслимани.  МНВС је 16. августа 1992. отишао корак даље. Позивајући се на њихово скоро учешће на Лондонској конференцији у августу 1992. године, МНВС је најавила потпуни бојкот Србије и Црне Горе, укључујући и њихове републичке скупштине, све док Санџак не добије званични статус и не оконча „државни тероризам“. МНВС је позвао на бојкот ванредних парламентарних избора маја 1992. године,  децембра 1992. године  и децембра 1993 године. Већина муслимана није изашла на изборе, као ни Албанци на Косову. 
МНВС је 6. јуна 1993. године усвојила Меморандум о успостављању посебног статуса Санџака унутар крње Југославије (Србија и Црна Гора), којим се тражила далекосежна аутономија. Меморандум, који је требало да потпишу Југославија, МНВС, Република Босна и Херцеговина и Међународна конференција о бившој Југославији (МКФЈ), остао је мртво слово на папиру. 
Године 1996. санџачке муслиманске странке и удружења су усвојиле назив „Бошњаци“ уместо „Муслимани“ након исте одлуке Конгреса бошњачких интелектуалаца одржаног у Сарајеву 1993. године.  Стога је назив Муслиманско национално вијеће Санџака, након завршетка рата у Босни 1995. године, преименован у Бошњачко национално вијеће Санџака. Вијеће је усвојило Меморандум о аутономији Санџака и посебним односима са Босном и Херцеговином 19. јула 1999. године.   Током председничких избора одржаних 2000. гдоине БНВС је у септембру подржао Демократску опозицију Србије, позивајући Бошњаке да гласају за заједничког кандидата опозиције. Избори су кулминирали рушењем Слободана Милошевића током Булдожер револуције. 

### 2000–данас
У овим новим околностима, статус националних мањина у Србији и Црној Гори је правно регулисан. Дана 6. септембра 2003. године, БНВС је одржала изборну скупштину у Новом Пазару; За председника је поново изабран Сулејман Угљанин. Током Скупштине суспендовано је Бошњачко национално веће Санџака, а у складу са новим законом и Бошњачко национално вијеће почело је да функционише.  Статут Бошњачког националног већа, усвојен 13. септембра 2003. године, описује Бошњачко национално веће као највише представничко тело бошњачке националне мањине у Србији. Имао је надлежност за употребу језика и писма, образовање, културу и информисање на бошњачком језику. Међу најважнијим одлукама Бошњачког националног вијећа биле су оне о утврђивању државне заставе и грба бошњачке националне мањине, њених државних празника, државних награда и признања и националних манифестација. Након стицања независности Црне Горе 2006. године, Бошњачки национални савет остао је активан само у Србији. 
Бошњачки национални савет је 2009. године учествовао у изради нацрта Закона о националним саветима националних мањина, којим је унапређен механизам заштите националних мањина у Србији. Бошњачко национално веће донело је Декларацију о статусу Бошњака Санџака у Републици Србији 27. јуна 2009. године. Бошњачко национално вијеће је у Декларацији упозорило српске власти на наводни застој у процесу остваривања колективних права бошњачке националне мањине. Касније је Бошњачко национално вијеће донело Одлуку о одређивању традиционалних назива јединица локалне самоуправе, насељених места и других географских назива на бошњачком језику на територији Новог Пазара, Тутина, Сјенице и Пријепоља. Бошњачко национално вијеће израдило је Модел образовања Бошњака Санџака, стратегију информисања на бошњачком језику и основало Завод за културу. 
Неуспели избори за нови састав Бошњачког националног вијећа одржани су 6. јуна 2010. године, након чега је старо руководство наставило да води Вијеће. То је довело до новог застоја у односима Савета и српских власти, након чега је Савет 1. марта 2012. године усвојио Резолуцију о статусу и остваривању права бошњачког народа у Србији, а касније и Декларацију бошњачком народу и грађанима Санџака као упутство бошњачким политичким партијама и удружењима да изврше притисак на српске власти. Бошњачко национално вијеће усвојило је 6. априла 2012. године химну бошњачке националне мањине под називом „Ја сам твој син“. 
Први избори за националне савете различитих националних мањина у Србији одржани су у октобру 2014. године. Излазност за Бошњачко национално вијеће била је 35,7 одсто. Највише мандата освојила је коалиција предвођена Странком демократске акције Санџака, која је добила 19 посланика, док је противничка коалиција под муфтијом Муамером Зукорлићем освојила 16 мандата. 

## Културна делатност
Од 2008. године Бошњачко национално вијеће додељује традиционалну књижевну награду „Перо Ћамила Сијарића”. Награда се додељује за укупни допринос развоју бошњачке књижевности у Санџаку. Добитнику се свечано уручује сваке године 20. новембра, поводом Дана Санџака, у оквиру Санџачких књижевних сусрета.

## Спољашњи извори
- Званични веб-сајт